# Alloplectus inflatus
Alloplectus inflatus är en tvåhjärtbladig växtart som beskrevs av J.L. Clark och L.E. Skog. Alloplectus inflatus ingår i släktet Alloplectus och familjen Gesneriaceae. Inga underarter finns listade i Catalogue of Life.